# Балл, Георгий Алексеевич
Гео́ргий Алексе́евич Ба́лл (24 мая 1936, Киев, Украинская ССР — 23 декабря 2016, Киев, Украина) — советский и украинский психолог, член-корреспондент НАПН Украины. Сын учёного и изобретателя в области кинотехники Алексея Михайловича Балла.

## Биография
В 1957 году окончил Киевский политехнический институт (электроакустический факультет).
С 1958 года работал в НИИ психологии УССР (ныне — Институт психологии имени Г. С. Костюка НАПН Украины). Ученик Г. С. Костюка.
В 1965—1971 и с 1989 года — заведующий лабораторией (или отдела). С 1996 года возглавлял лабораторию методологии и теории психологии.
Доктор психологических наук с 1991 года, Докторская диссертация «Основы теории задач (система основных понятий; психолого-педагогический аспект)», профессор с 1993 года.
С 1993 работал по совместительству в Институте педагогики и психологии профессионального образования АПН Украины.
С 2003 года член-корреспондент АПН Украины.
С 1969 преподавал в высших учебных заведениях Украины. Член редколлегий ряда научных журналов. Автор 585 научных работ, из них — 14 единоличных и коллективных монографий и 15 пособий.
Ушел из жизни 23 декабря 2016 (по другим сведениям — 22 декабря).

## Основные направления исследований
- Теория задач, психолого-педагогические аспекты учебных задач Архивная копия от 13 июня 2020 на Wayback Machine.
- Современный гуманизм, гуманизация образования Архивная копия от 13 июня 2020 на Wayback Machine
- Рациогуманизм, рациогуманистический подход в методологии психологической науки Архивная копия от 13 июня 2020 на Wayback Machine
- Разработка формализованных описаний в человековедении Архивная копия от 13 июня 2020 на Wayback Machine
- Теоретико-множественный метод описания процессов Архивная копия от 13 июня 2020 на Wayback Machine

## Основные научные труды
- Балл Г. А. Теория учебных задач: Психолого-педагогический аспект. — М.: Педагогика, 1990.
- Балл Г. А. Психология в рациогуманистической перспективе: Избранные работы, К.: Основа, 2006.
- Балл Г. О. Орієнтири сучасного гуманізму (в суспільній, освітній, психологічній сферах): Видання друге, доповнене. — Житомир: ПП «Рута», Видавництво «Волинь», 2008.
- Балл Г. А., Мединцев В. А. Теоретико-множественный метод описания процессов и его применение в психологии: монография. — Київ: Педагогічна думка, 2016. 88 с.
- Балл Г. О. Раціогуманістична орієнтація в методології людинознавства. Київ: Видавництво ПП «СДК», 2017. 204 с.

Статьи
- Балл Г. А. О понятиях «воздействие», «действие» и «операция» // Вопросы психологии. 1974. № 4. С. 10-20.
- Балл Г. О., Войтко В.І. Узагальнена інтерпретація поняття моделі / Філософська думка. 1976. № 1.
- Балл Г. А. Система понятий для описания объектов приложения интеллекта / Кибернетика. 1979. № 2.
- Балл Г. О. Раціогуманізм та його значення для психології / Актуальні проблеми психології. 3 (11). 2010 °C.
- Балл Г. А. Нормативный профессиональный идеал ученого // Психологический журнал. 3 (32). 2011. С. 17-26.
- Балл Г. О. Раціогуманістична орієнтація в аналізі розв’язування ціннісних колізій // Актуальні проблеми психології. 7 (11). 2013. С. 12-18.
- Балл Г. О. Аналіз поведінки у складних соціальних ситуаціях як сфера застосування теоретичних положень філософії // Педагогіка і психологія. 3. 2016. С. 9-15.
- Балл Г. А., Мединцев В. А. Формализованное описание процессов как теоретический ресурс изучения развития // Мир психологии. 1. 2016. С. 53-66.

## Награды и премии
- Отличник народного образования УССР (1987).
- Награжден почетными грамотами Президиума АПН Украины (1995, 2006).
- Почетная грамота Министерства образования и науки Украины (2007).
- Знак АПН Украины «Ушинский К. Д.» (2011).
- Медаль АПН Украины «Григорий Сковорода» (2016).